# João Arrais
João Luís Cândido Serrão Severino Arrais (* 28. September 1995 in Santarém) ist ein portugiesischer Film- und Fernsehschauspieler.

## Leben
Bereits als Kind wurde er Model in Werbespots und wirkte 2006 erstmals bei einer Fernsehproduktion mit, in der Telenovela Jura des Privatsenders SIC. Es folgten weitere Fernseh- und erste Filmrollen. Später nahm er Schauspielunterricht und belegte Kurse in Großbritannien, Portugal und den USA.
Für seine Nebenrollen in Assim Assim (2012) und Lines of Wellington – Sturm über Portugal (2012) wurde er 2013 erstmals für Filmpreise nominiert, für die portugiesischen CinEuphoria Awards. Seine erste bedeutende Auszeichnung erhielt er 2018 mit dem CinEuphoria Award, für seine Rolle im Kurzfilm Coelho Mau (2017, Regie Carlos Conceição).
International war er bisher in Nebenrollen in einigen portugiesischen und internationalen Produktionen zu sehen, noch als Jugendlicher in Die Geheimnisse von Lissabon (2010) und Lines of Wellington – Sturm über Portugal (2012), und als Erwachsener in Das Wunder von Fatima – Moment der Hoffnung (2019), Land im Sturm (2019), L'enfant (2021), Tommy Guns (2022) oder auch in der international gezeigten Telenovela Frozen Memories (2016, auf Deutsch 2019).

## Filmografie
- 2006: Jura (Telenovela)
- 2008: Liberdade 21 (Fernsehserie, 1. Staffel)
- 2008: Superior Interesse (Fernsehfilm); Regie: Lourenço de Mello
- 2008: Telma (Fernsehfilm); Regie: António Borges Correia
- 2009: Gnósis (Fernsehfilm, Kurzfilm); Regie: Leandro Ferrão
- 2010: Die Geheimnisse von Lissabon (Mistérios de Lisboa); Regie: Raúl Ruiz (auch internationale Miniserie)
- 2010: Cidade Despida (Fernsehserie)
- 2011: Liberdade 21 (Fernsehserie, 2. Staffel)
- 2012: Depois do Adeus (Fernsehserie)
- 2012: Assim Assim; Regie: Sérgio Graciano
- 2013: Os Filhos do Rock - Lado B (Fernsehserie)
- 2013: Versailles (Kurzfilm); Regie: Carlos Conceição
- 2014: Segredo de Matar (Videoclip für das Lied der Gruppe Mundo Cāo); Regie: Carlos Conceição
- 2015: Acorda, Leviatã (Kurzfilm); Regie: Carlos Conceição
- 2016: Frozen Memories (Rainha das Flores) (Telenovela)
- 2016: Coelho Mau (Kurzfilm); Regie: Carlos Conceição
- 2016: Briefe aus dem Krieg (Cartas da Guerra); Regie: Ivo Ferreira
- 2018: 3 Mulheres (Fernsehserie)
- 2018: Soldado Milhões; Regie: Jorge Paixão da Costa
- 2019: Das Wunder von Fatima – Moment der Hoffnung (Fátima); Regie: Marco Pontecorvo
- 2019: Auga Seca (Fernsehserie)
- 2019–2020: Terra Brava (Telenovela)
- 2019: Land im Sturm A Herdade; Regie: Tiago Guedes (auch internationale Miniserie)
- 2019: Serpentário; Regie: Carlos Conceição
- 2020: O Atentado (Fernsehserie)
- 2020: Ordem Moral; Regie: Mário Barroso
- 2020: Um Fio de Baba Escarlate (Kurzfilm); Regie: Carlos Conceição
- 2021: L'enfant (A Criança); Regie: Marguerite de Hillerin und Félix Dutilloy-Liégeois
- 2021: Glória (Fernsehserie)
- 2022: Praxx (Fernsehserie, 1. und 2. Staffel)
- 2022: Tommy Guns (Nação Valente); Regie: Carlos Conceição